# آل العبري (مكيراس)

تعديل مصدري - تعديل

ال العبري هي إحدى قرى عزلة مكيراس بمديرية مكيراس التابعة لمحافظة البيضاء، بلغ تعداد سكانها 94 نسمة حسب تعداد اليمن لعام 2004.